# ヤジリン
ヤジリンは、盤面に黒マスを配置しつつ輪を完成させるペンシルパズルである。

## ルール
- マスに線を引き、盤面に1つの輪を作る。
- 線は1マスに1本ずつ通り、交差や枝分かれはしない。
- 線の通らない白マスは黒マスになる。黒マス同士は隣り合わない。数字が入っているマスも線は通らないが、このマスは黒マスとして扱わない。
- 数字は、同じマスに入っている矢印の方向に入る黒マスの数である。

3番目の黒マスに関するルールは黒マスルールに似ているが、他のルールとの関係上黒マスにかかる制約は黒マスルールによる物よりも多い。

## 歴史
ヤジリンは、パズル通信ニコリ86号（1999年7月号）ではじめて登場した。少し前に発表されたやじさんかずさんで用いられた「矢印と数字が同居したマス」を用い、ループを作る要素を持ち込んだパズルである。
同誌107号から毎号1ページ掲載されるようになり、115号の特集以降扱いが大きくなった。
アメリカでも人気があり、2005年の世界パズル選手権のアメリカ代表選考の問題としても使用された。